# Josef Doppler
Josef Doppler (3. července 1910 Prešpurk – 15. října 1944 Dunkerk) byl německo-židovský filosof, sociolog, pedagog a příslušník Československé samostatné obrněné brigády.

## Život

### Před druhou světovou válkou
Josef Doppler se narodil 3. července 1910 v Prešporku (Bratislavě) v německo-židovské rodině ředitele továrny, komerčního rady a meziválečného viceprezidenta Svazu průmyslníků na Slovensku Egona Dopplera (1879–1945) a Matildy (1884–1942), rozené Schanzerové. Mezi lety 1916 a 1920 vychodil v rodném městě obecnou školu a v roce 1928 odmaturoval na německém reálném gymnáziu. Téhož roku zahájil studium historie a filosofie na filosofické fakultě Německé univerzity v Praze. Přikláněl se ke komunistické ideologii, účastnil se demonstrací a distribuce tiskovin, díky čemuž byl několikrát zadržen policií a krátkodobě vězněn. V roce 1930 přestoupil na univerzitu ve Frankfurtu nad Mohanem, kde se začal více věnovat sociologii a stal se studentem Maxe Horkheimera. Pod dojmem tohoto studia postupně upouštěl od dogmatického komunismu, jehož byl dosud přívržencem. V roce 1932 se vrátil do Československa, kde byl nucen požádat o prodloužení propadajícího cestovního pasu. Proti tomu se na základě jeho předchozích prohřešků ostře postavilo Zpravodajské oddělení Pražského policejního ředitelství a do Německa již neodcestoval, přestože měl přislíbené stipendium. Protože se zcela neztotožňoval se stalinistickým přístupem ke komunistickým myšlenkám, byl kolem roku 1934 z Komunistické strany Československa vyloučen. Studila dokončil opět na Německé pražské univerzitě v roce 1936, kdy promoval a získal titul doktora filosofie. Kariérně se mu nedařilo, živil se doučováním studentů a musel být podporován otcem, až na konci roku 1938 získal stálé místo pedagoga na německé státní obchodní akademii v Českých Budějovicích.

### Druhá světová válka

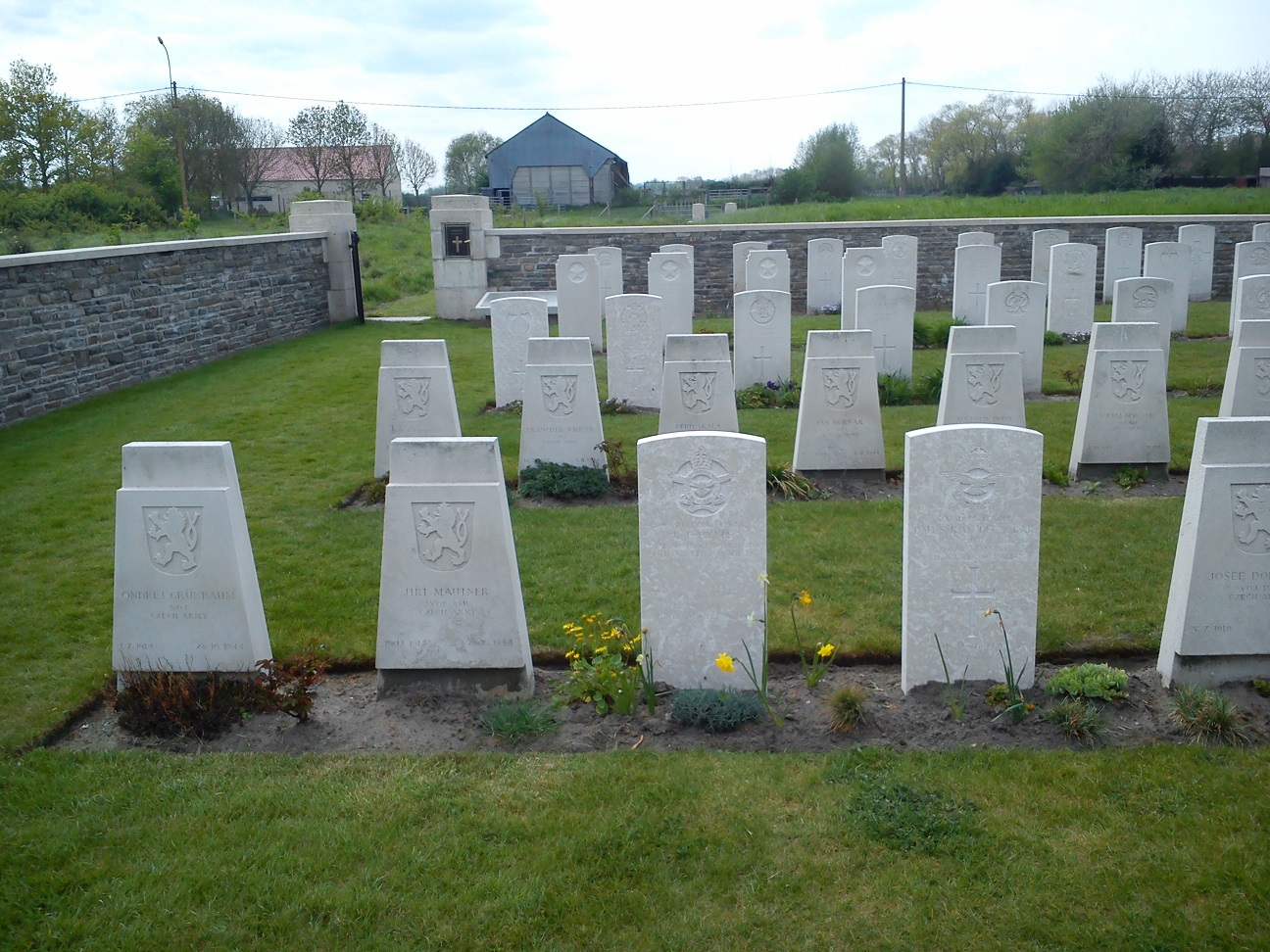
Řada československých hrobů v Adinkerke, hrob Josefa Dopplera zcela vpravo na okraji snímku

Po německé okupaci a rozpadu Československa odjel Josef Doppler 4. května 1939 do Bratislavy, kde měl domovské právo. Následně emigroval do Spojeného království, kde na podzim téhož roku nastoupil na postgraduální stipendijní místo na Oxfordské univerzitě. Dne 18. ledna 1940 byl na československém velvyslanectví v Londýně odveden do Československé armády v zahraničí. Prodělal výcvik, ale k jeho nasazení do bojů ve Francii díky jejímu rychlému pádu nedošlo. Díky tomu mohl dostudovat ročník. V září 1940 byl opět povolán k Československé smíšené brigádě, mezi lety 1941 a 1942 mu bylo umožněno dokončit studium v Oxfordu. Po utvoření Československé samostatné obrněné brigády k 1. září 1943 byl zařazen 2. rotě motorizovaného praporu. Na přelomu srpna a září 1944 byl i s jednotkou odvelen do Francie, kde se brigáda účastnila obléhání Dunkerku. Zde byl 15. října 1944 zabit německým odstřelovačem. Pohřben byl na vojenském hřbitově v Adinkerke.

## Rodina
Otec Josefa Dopplera Egon Doppler zahynul v lednu 1945 v koncentračním táboře Bergen-Belsen. V roce 1935 se Josef Doppler oženil s o deset let starší Ettel Hübnerovou. Pravděpodobně šlo o fingovaný sňatek mající za cíl získání československého občanství pro novomanželku. Manželství bylo záhy rozvedeno. Ettel Dopplerovou postihl jako Židovku holokaust, v roce 1942 nastoupila do transportu do Terezína a v roce 1943 do Auschwitz, kde se její stopa ztrácí. Podruhé se oženil 27. června 1940 ve Spojeném království, jeho manželkou se stala dívka jménem Eva.

## Posmrtná ocenění
- Josefu Dopplerovi byl v roce 1946 in memoriam udělen Československý válečný kříž 1939